# Carlotismo
O Carlotismo foi um um movimento político que tinha como objetivo criar no Vice-Reino do Rio da Prata uma monarquia independente, cuja monarca seria a infanta Carlota Joaquina de Bourbon, irmã do rei Fernando VII da Espanha e esposa do rei João VI de Portugal.
Após a invasão napoleônica na Espanha, Fernando VII, o irmão mais novo de Carlota, foi forçado a abdicar ao trono em favor de José Bonaparte. A maioria dos espanhóis não o considerava um rei legítimo e Carlota, uma mulher ambiciosa, parecia ser uma opção possível para reivindicar o trono.
Carlota encontrava-se na América, depois do episódio da transferência da corte portuguesa para o Brasil, por conta da invasão de Napoleão em Portugal.
Carlota reinaria nas colônias espanholas do Rio da Prata em oposição à metrópole, regida por um Bonaparte.
O Carlotismo encontrou forte resistência em seu marido, o rei D. João VI de Portugal, os vice-reis espanhóis, autoridades espanholas nas Américas, parte dos crioulos e o governo britânico (embora alguns britânicos apoiassem suas ambições, principalmente o almirante Sir Sidney Smith). Os planos nunca foram aplicados e seus apoiadores mais tarde se voltariam para a independência na América espanhola.

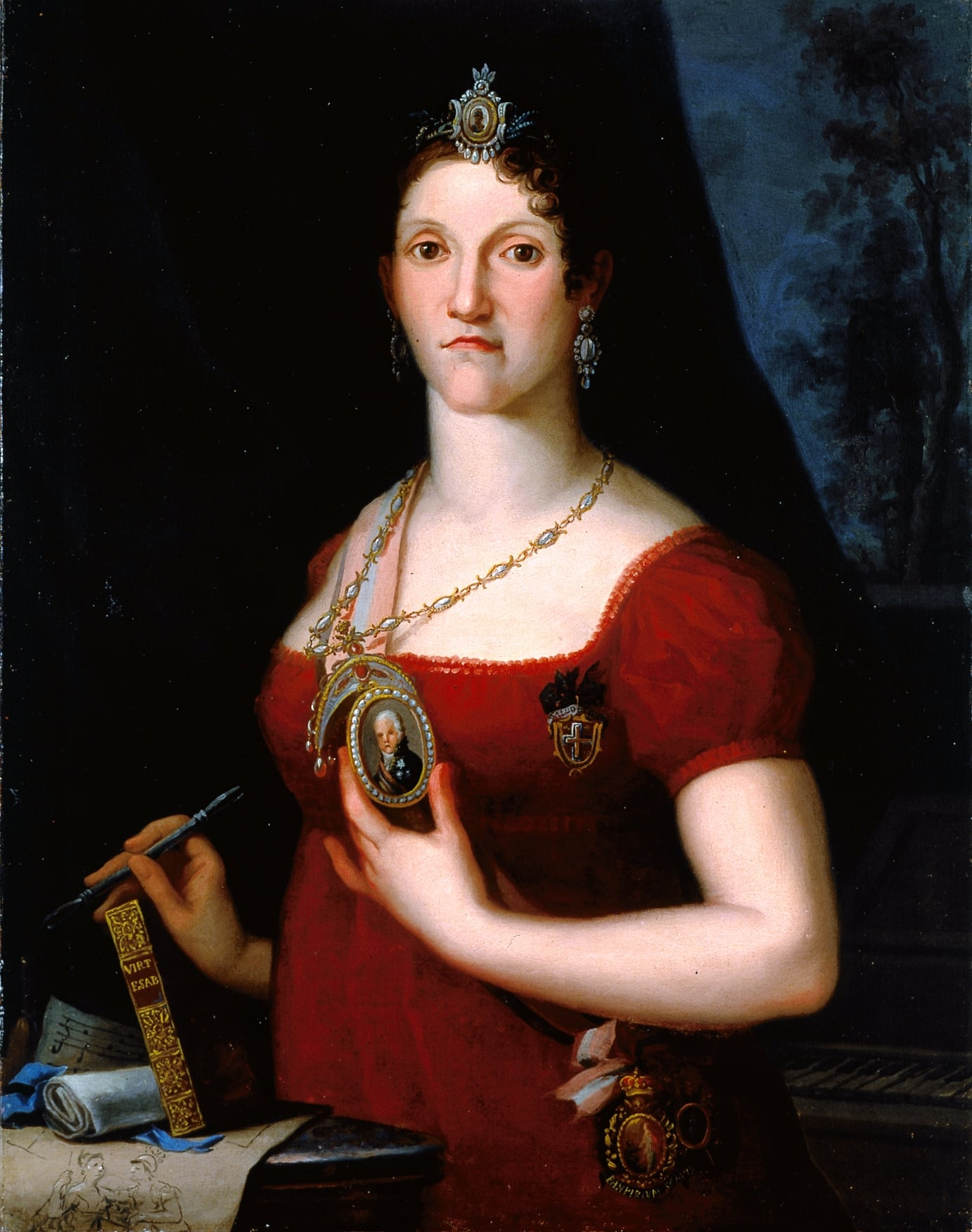
Carlota Joaquina
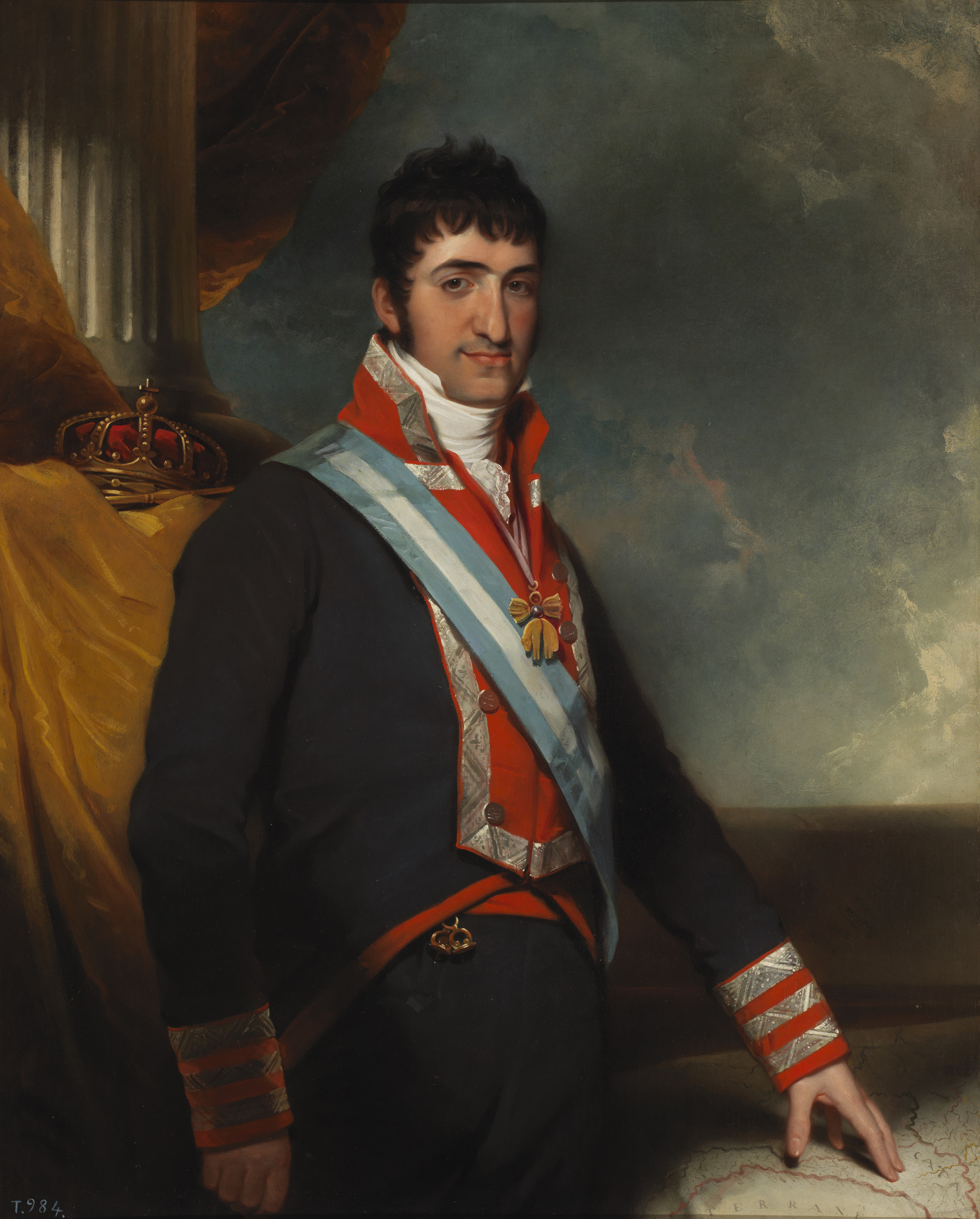
Fernando VII de Espanha
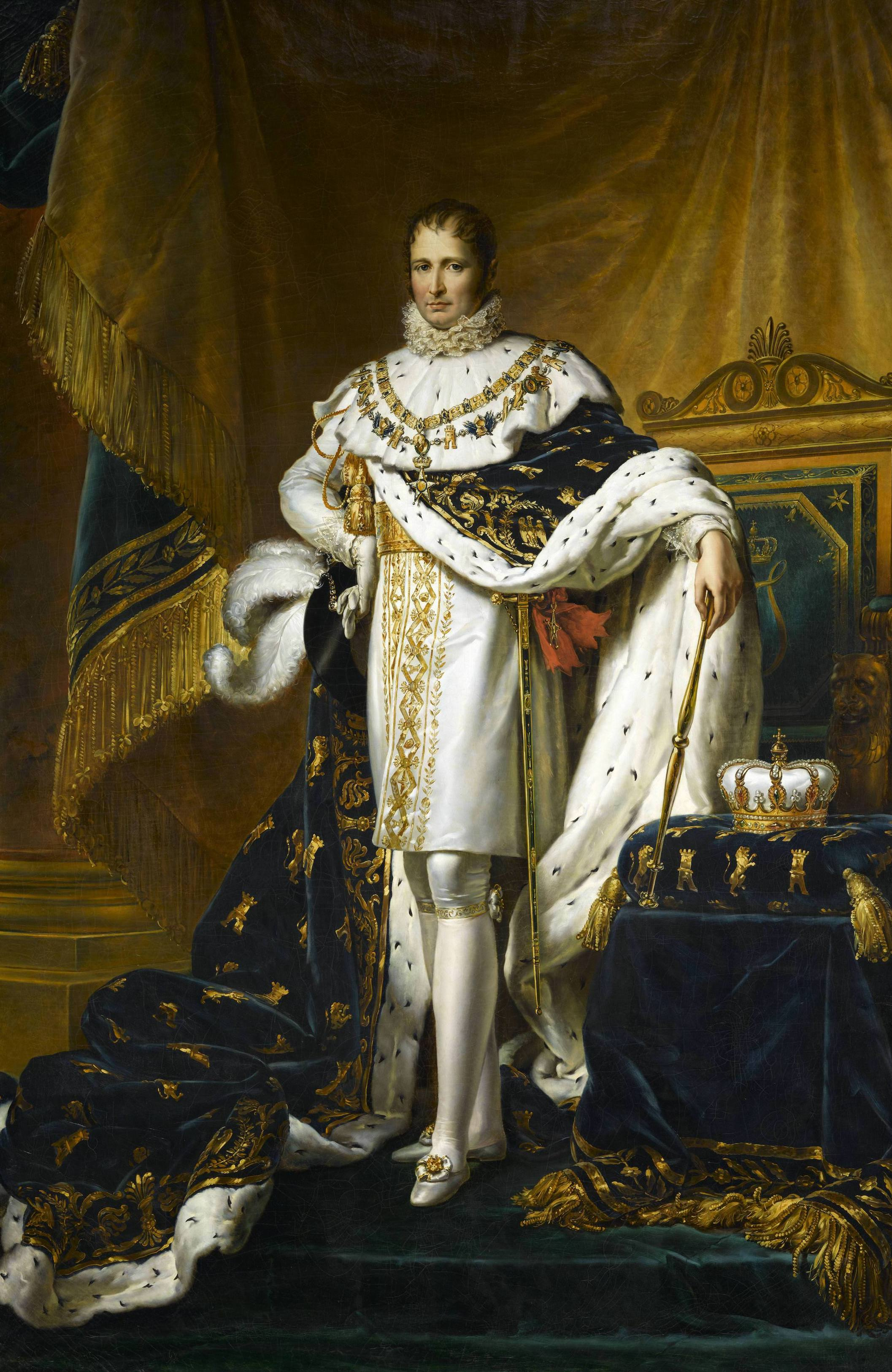
José I de Espanha